# Dzień Kazimierza Pułaskiego
Dzień Kazimierza Pułaskiego (ang. Casimir Pulaski Day) – święto obchodzone w niektórych stanach Stanów Zjednoczonych, upamiętniające urodziny Kazimierza Pułaskiego, bohatera amerykańskiej wojny o niepodległość. Święto obchodzone jest głównie w stanie Illinois, gdzie znajduje się największe skupisko Polonii amerykańskiej.
Zgodnie z uchwałą z 20 czerwca 1977 pierwszy poniedziałek marca jest świętem stanowym. Organizowane są wówczas parady uliczne, a w wielu szkołach dzieci mają dzień wolny. Dzień urodzin Pułaskiego świętowany jest również w stanach Wisconsin (święto stanowe 4 marca) i Indiana (dzień pamięci).

## Dzień Pamięci Generała Pułaskiego
Oprócz tego dnia w Stanach Zjednoczonych obchodzone jest w całym kraju federalne święto „Dzień Pamięci Generała Pułaskiego” (General Pulaski Memorial Day), upamiętniające śmierć Pułaskiego podczas bitwy pod Savannah. Święto przypada 11 października, w rocznicę śmierci generała.